# محوطه نظرآباد (کوهرنگ)
محوطهٔ نظرآباد مربوط به دوران پیش از تاریخ ایران باستان است و در شهرستان کوهرنگ، بخش مرکزی، دهستان شوراب تنگزی، ۴ کیلومتری جنوب شرق چلگرد، کنار روستای دائمی نظرآباد واقع شده و این اثر در تاریخ ۲۷ اسفند ۱۳۸۷ با شمارهٔ ثبت ۲۶۳۲۴ به‌عنوان یکی از آثار ملی ایران به ثبت رسیده است.